# Charaxes hildebrandtii
Charaxes hildebrandtii är en fjärilsart som beskrevs av Herman Dewitz 1879. Charaxes hildebrandtii ingår i släktet Charaxes och familjen praktfjärilar. Inga underarter finns listade i Catalogue of Life.